# کراتوشین
کراتوشین (به چکی: Kratušín) یک منطقهٔ مسکونی در جمهوری چک است که در ناحیه پراخاتیتسه واقع شده‌است. کراتوشین ۳٫۹۵ کیلومتر مربع مساحت و ۵۳ نفر جمعیت دارد و ۶۱۳ متر بالاتر از سطح دریا واقع شده‌است.